# Lissosculpta salomonis
Lissosculpta salomonis là một loài tò vò trong họ Ichneumonidae.